# Итальянская федерация шашек
Итальянская федерация шашек (итал. Federazione Italiana Dama FID) — спортивная федерация Италии. Входит в Европейскую конфедерацию шашек и Всемирную федерацию шашек. Федерация была основана в Милане в 1924 году и признана официальной итальянской спортивной ассоциацией Олимпийским комитетом Италии в 1993 году. Председателем является Карло Андреа Бордини, который также является председателем EDC с 2019 года. Официальным органом FID является периодическое издание Damasport, которое выходит раз в два месяца самой федерацией и рассылается всем членам. Damasport, федеральный веб-сайт, страница Facebook и аккаунт Twitter представляют собой основные каналы связи между FID, его членами и внешним миром.
Проводит чемпионаты страны среди детей, молодежи, мужчин и женщин, ветеранов по международным шашкам, итальянским шашкам и чекерсу.
Федерация регулярно организовывала турниры чемпионатов Европы и мира в 1960-х и 1970-х годах.
В 2024 году федерация провела чемпионат мира по итальянским шашкам и чемпионаты Европы по международным шашкам среди мужчин и среди женщин.
Наиболее титулованные спортсмены:
Чемпионы мира по чекерсу Микеле Боргетти, Сержио Скарпетта.